# Muntanya Mahaban
Mahaban (La Gran Selva) és una muntanya del Yagistan, al Pakistan, a la frontera del districte de Peshawar al final de la serra d'Ham a la riba dreta de l'Indus. Té una altura d'uns 2.300 metres; la part sud està coberta de boscos o jungla i poblada pels gaduns; la part nord té poca vegetació i està poblada pels paixtus amazai. Fou identificada molt de temps a la fortalesa d'Aornos, conquerida per Alexandre el Gran, però després de la visita del Dr. Stein el 1904, aquesta identificació es va descartar.